# Cuora amboinensis
Cuora amboinensis је гмизавац из реда Testudines.

## Угроженост
Ова врста се сматра рањивом у погледу угрожености врсте од изумирања.

## Распрострањење
Ареал врсте покрива средњи број држава. 
Врста има станиште у Индији, Тајланду, Бурми, Вијетнаму, Малезији, Индонезији, Бангладешу и Камбоџи.

## Станиште
Станишта врсте су поља риже, мочварна подручја и слатководна подручја.